# Wombat Maksymilian i Królestwo Grzmiącego Smoka
Wombat Maksymilian i Królestwo Grzmiącego Smoka – pierwsza część serii powieści podróżniczych Wombat Maksymilian dla dzieci autorstwa Marcina Kozioła. Książka została opublikowana w 2016 roku przez wydawnictwo Edipresse, a w uzupełnionej postaci ukazała się ponownie w 2021 roku nakładem Wydawnictwa Bumcykcyk. W 2017 roku książka zdobyła nagrodę Magellana 2016 dla najlepszego przewodnika dla dzieci.

## Fabuła
Tytułowy bohater, młody wombat, wyrusza w podróż w nieznane z rodzinnej Australii. Wombat Maksymilian wykopał tunel pod oceanem i dotarł do Bhutanu, nazywanego też Królestwem Grzmiącego Smoka. Kiedy dowiaduje się, że rządzi nim Jego Wysokość Smok, a według legend, tutejszym smokom powierzono receptę na szczęście, postanawia odnaleźć władcę i namówić go, by podzielił się nią z mieszkańcami Australii. W podróży po Królestwie Grzmiącego Smoka wombatowi towarzyszy muł Sangaj.
Fikcyjne wydarzenia i przygody zwierzęcych bohaterów rozgrywają się na tle realistycznego świata, dzięki czemu czytelnik poznaje kulturę, geografię i przyrodę prawdziwych zakątków świata. Na przykład, władców Bhutanu naprawdę tytułuje się smokami, a z tego himalajskiego państwa wywodzi się pojęcie szczęścia narodowego brutto. Powieść przygodową dla dzieci wzbogacają zdjęcia podróżnicze wykonane przez autora oraz ilustracje Mariusza Andryszczyka. W książce znajdują się także specjalne kody, których użycie na stronie internetowej lub zeskanowanie przy użyciu aplikacji mobilnej daje dostęp do dodatkowych materiałów multimedialnych.